# Pixel 7a
Pixel 7a — это Android-смартфон, спроектированный, разработанный и продаваемый Google как часть линейки продуктов Google Pixel. Он является уменьшенной версией Pixel 7 и Pixel 7 Pro. Смартфон был анонсирован на ежегодной конференции Google I/O в мае 2023 года и заменён моделью Pixel 8a в следующем году.

## Технические характеристики

### Аппаратное обеспечение
Pixel 7a имеет алюминиевую рамку, пластиковую заднюю панель и защитное стекло Gorilla Glass 3 для экрана. Смартфон обладает степенью защиты от воды IP67. Дизайн включает металлическую панель камеры, которая соответствует рамке устройства. Он оснащен стереодинамиками: один расположен на нижнем краю, а другой выполняет функцию разговорного динамика. Порт USB-C используется для зарядки и подключения других аксессуаров.
Google Pixel 7a доступен в следующих цветах:
- Древесный уголь
- Снег
- Море
- Коралловый

Смартфон работает на системе Google Tensor G2 с 8 ГБ оперативной памяти и 128 ГБ нерасширяемой встроенной памяти UFS 3.1.
Pixel 7a имеет аккумулятор емкостью 4385 мАч, что немного меньше, чем у Pixel 6a (4410 мАч). Он поддерживает быструю зарядку мощностью до 18 Вт, а также беспроводную зарядку мощностью до 7,5 Вт с использованием Pixel Stand и до 5 Вт с другими сертифицированными зарядными устройствами Qi. Адаптивная зарядка помогает продлить срок службы аккумулятора.
Смартфон оснащен 6,1-дюймовым OLED-дисплеем с разрешением 1080p, поддержкой HDR и частотой обновления 90 Гц. Дисплей имеет соотношение сторон 20:9 и круглый вырез в верхнем центре для фронтальной камеры.
Pixel 7a оборудован двумя задними камерами: широким объективом с фокусным расстоянием 26 мм (f/1.9) с датчиком на 64 мегапикселя и сверхшироким объективом с углом обзора 120° (f/2.2) с датчиком на 13 мегапикселей; фронтальная камера также использует датчик на 13 мегапикселей. Она способна записывать видео в формате 4K со скоростью до 60 кадров в секунду.

### Программное обеспечение
Pixel 7a поставляется с предустановленной операционной системой Android 13, которую можно обновить до Android 15 на основе Android Open Source Project. В декабре 2024 года стало известно, что устройство будет получать основные обновления ОС в течение пяти лет вместо изначальных трёх.
В марте 2024 года Pixel 7a, а также модели Pixel 6, Pixel 6 Pro и Pixel 6a получили функцию Circle to Search, позволяющую пользователям искать обведенные элементы на экране.